# ألما ماي ووترمان
ألما ماي ووترمان (بالإنجليزية: Alma May Waterman) هي اخصائية فطريات وعالمة نبات أمريكية، ولدت في 1893، وتوفيت في 1977.